# Chung Sung-kyo
Chung Sung-kyo (30 maggio 1960) è un ex calciatore sudcoreano, di ruolo portiere.